# مات زونيك
مات زونيك (بالإنجليزية: Matt Zunic)‏ مواليد 19 سبتمبر 1919، كان مدرب كرة سلة أمريكي ولاعب. بدأ مسيرته الاحترافية في سنة 1947. حمل الرقم 18. لعب كرة السلة الجامعية في جامعة جورج واشنطن. لعب مع فريق واشنطن كابيتولز. اعتزل اللعب في 1949.

## روابط خارجية
- مات زونيك على موقع إن بي أي (الإنجليزية)
- مات زونيك على موقع سبورتس رفرنس (الإنجليزية)
- مات زونيك على موقع ريلجم (الإنجليزية)
- مات زونيك على موقع بروبوليرز (الإنجليزية)
- مات زونيك على موقع كلية كرة السلة في سبورتس رفرنس.كوم (الإنجليزية)
- مات زونيك على موقع سبورتس رفرنس (الإنجليزية)